# Vasco Garcia
Vasco Garcia (ur. 21 maja 1939 w Carcavelos koło Lizbony) – portugalski polityk, biolog i nauczyciel akademicki, rektor Uniwersytetu Azorów, deputowany do Zgromadzenia Republiki, od 1986 do 1994 poseł do Parlamentu Europejskiego II i III kadencji.

## Życiorys
W 1963 ukończył studia biologiczne, w 1979 obronił doktorat z zakresu ekologii zwierząt. Został profesorem, a w 1986 dziekanem wydziału biologii na Uniwersytecie Azorów. Opublikował liczne prace naukowe. Związał się z Partią Socjaldemokratyczną. W latach 1980–1984 zasiadał w regionalnym parlamencie Azorów. W 1985 został wybrany do Zgromadzenia Republiki IV kadencji.
Od 1 stycznia 1986 do 13 września 1987 był krajowym delegatem do Parlamentu Europejskiego. W 1987 po raz pierwszy został wybrany w wyborach do Europarlamentu, w 1989 uzyskał reelekcję. Przystąpił do frakcji liberałów, demokratów i reformatorów. Został wiceprzewodniczącym Delegacji ds. stosunków ze Szwecją, Finlandią, Islandią i Radą Nordycką (1989–1992), a także członkiem Komisji ds. Rolnictwa, Rybołówstwa i Rozwoju Wsi. W późniejszym okresie był rektorem Uniwersytetu Azorów. W 2013 wystąpił z Partii Socjaldemokratycznej, sprzeciwiając się jej kierunkowi ideowemu.